# SV Welsum
SV Welsum is een op 16 mei 1941 opgerichte omnisportvereniging uit Welsum, gemeente Olst-Wijhe, Overijssel, Nederland. Thuisbasis is het Dorpshuis en sportpark “De Bongerd. 

## Algemeen
In 1941 werd de club als een voetbalvereniging opgericht. Later kwamen er afdelingen voor gymnastiek (1981), tennis (1986), volleybal en zaalvoetbal (recreatief voor vrouwen, 2009) bij.

## Voetbal
Het eerste elftal -en thans ook nog het enige dat in competitieverband uitkomt- van de club speelt in de Reserve klasse, in het seizoen 2018/19 is dit de 7e klasse. 
De voetbalvereniging SV Welsum was in 2020 de kleinste voetbalclub van Nederland. De vereniging beschikte over één team en had slechts 21 bij de KNVB ingeschreven leden.